# Bělá (přítok Svitavy)
Bělá je říčka na boskovicku. Pramení na Drahanské vrchovině a je levostranným přítokem řeky Svitavy. Její tok má délku 21,3 km. Rozloha povodí měří 76,5 km².

## Průběh toku
Pramení severovýchodně od Benešova u Pavlovského dvora, protéká Přírodním parkem Řehořkovo Kořenecko a přírodní rezervací Pavlovské mokřady. Následně teče severně k obci Horní Štěpánov, kde do ní vtéká bezejmenný přítok pramenící v přírodní rezervaci Uhliska, obcí protéká kolem bývalého mlýna a v místní části zvané Žleb, dále se stáčí západně a posléze na jih okolo obce Kořenec, kde protéká skrze přírodní rezervaci Pod Švancarkou a přírodní památku Horní Bělá, kde původně napájela vodní pilu v samotě Pilka. Následuje průtok skrze Melkovské údolí, ve kterém se nachází březová Melkovská alej, dále teče přes osadu Melkov a posléze napájí vodní nádrž Boskovice. Pod její hrází se stáčí k západu, protéká město Boskovice a Pilským údolím, kde napájí dva rybníky, pokračuje ke svému soutoku se Svitavou u Lhoty Rapotiny.

## Vodní režim
Hlásné profily:
| místo        | říční km | plocha povodí | průměrný průtok | stoletá voda |
| ------------ | -------- | ------------- | --------------- | ------------ |
| VD Boskovice | 7,2      | 57,7 km²      | 0,33 m³/s       | 22 m³/s      |

## Mlýny
Mlýny jsou seřazeny po směru toku řeky.
- Klevetův mlýn – Boskovice, zaniklý
- Lasákův mlýn – Boskovice, Dukelská 788/77
- Dvořáčkův mlýn – Boskovice, Podhradí 702/3
- Pirochtův mlýn – Boskovice, Podhradí 689/23, kulturní památka
- Puklův mlýn – Boskovice, Podhradí 687/40
- Podlesní mlýn – Boskovice, Pilské údolí 1360/2

## Galerie

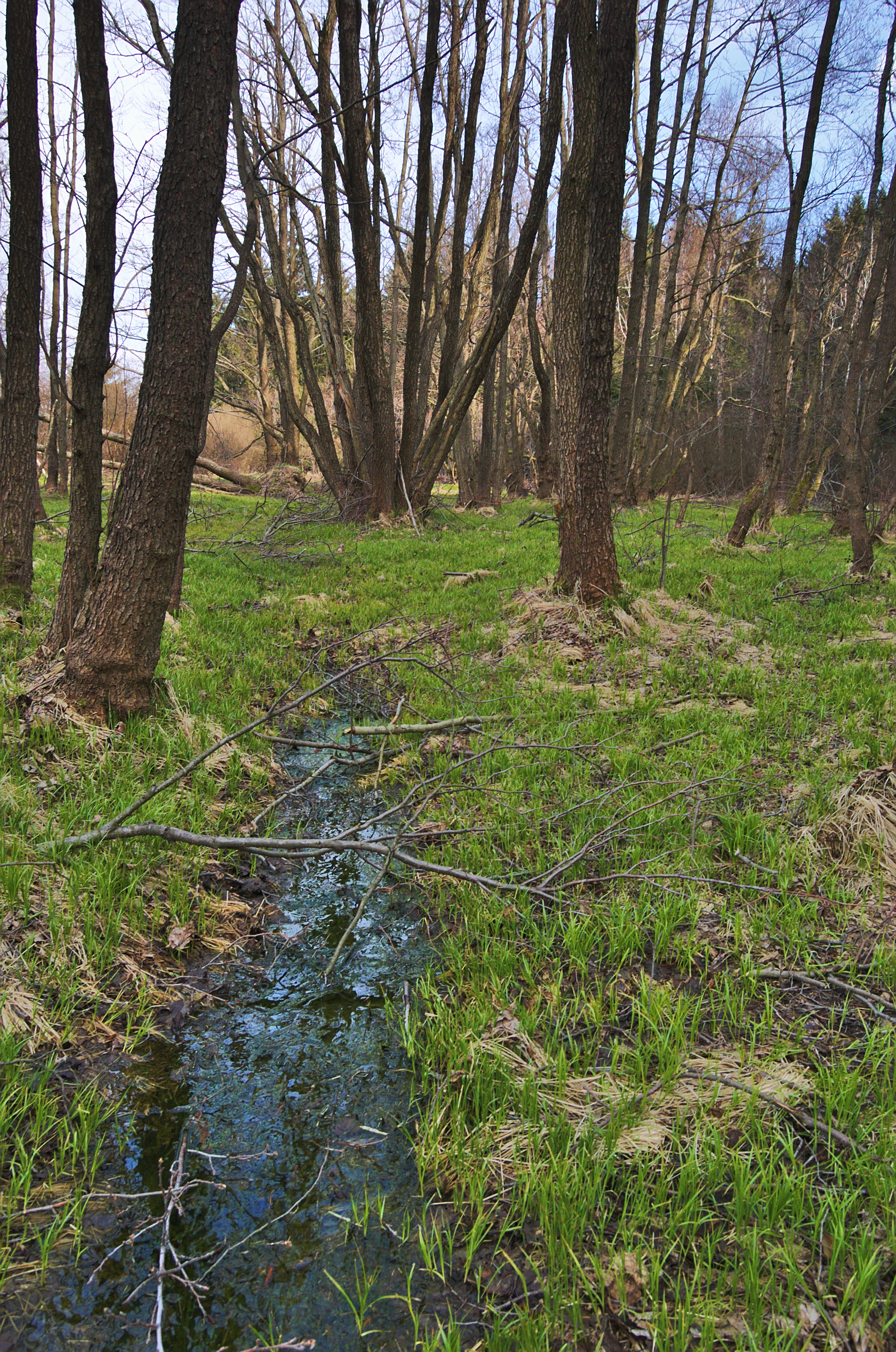
Prameniště
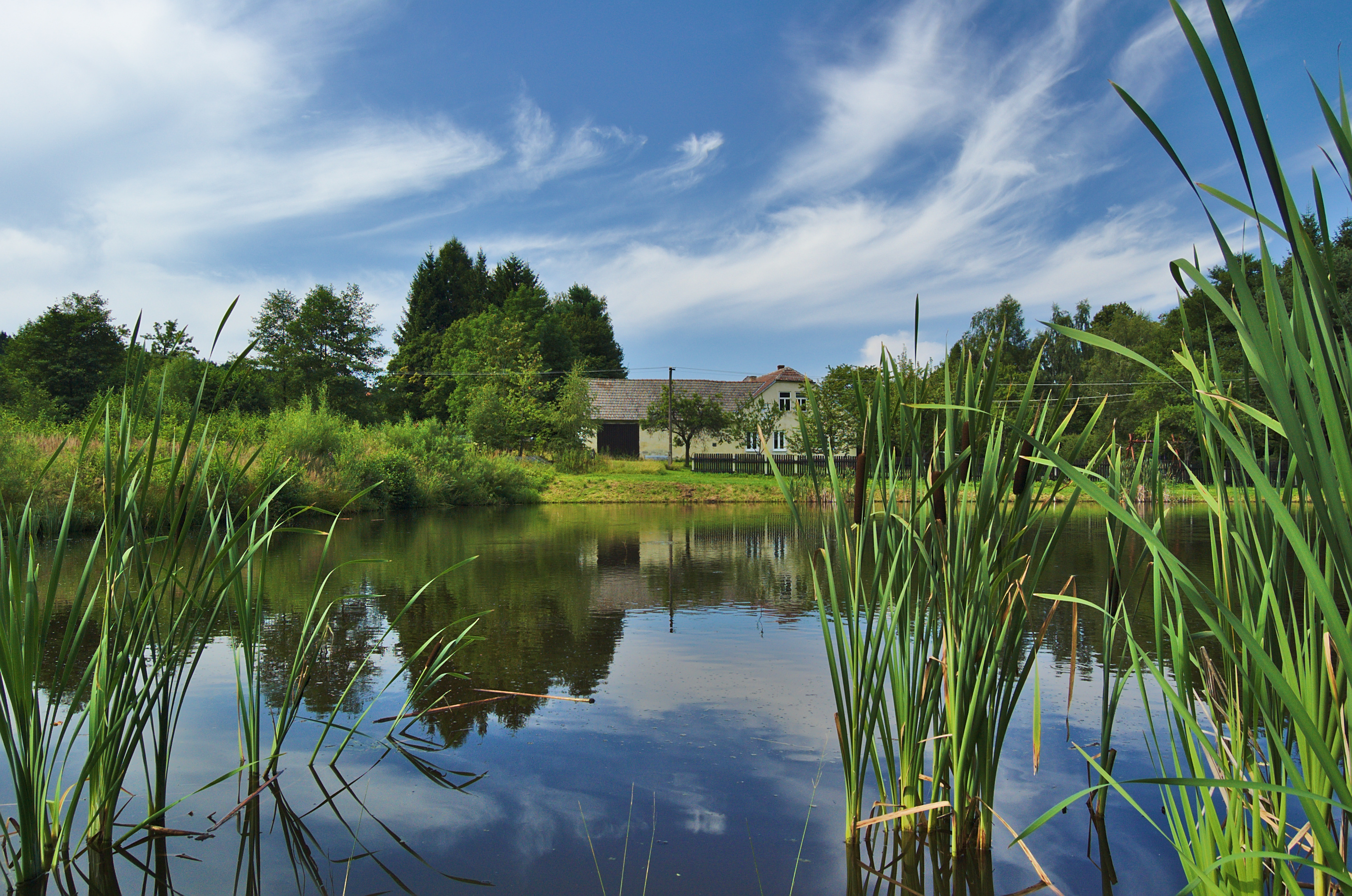
Rybník v osadě Pavlovský dvůr
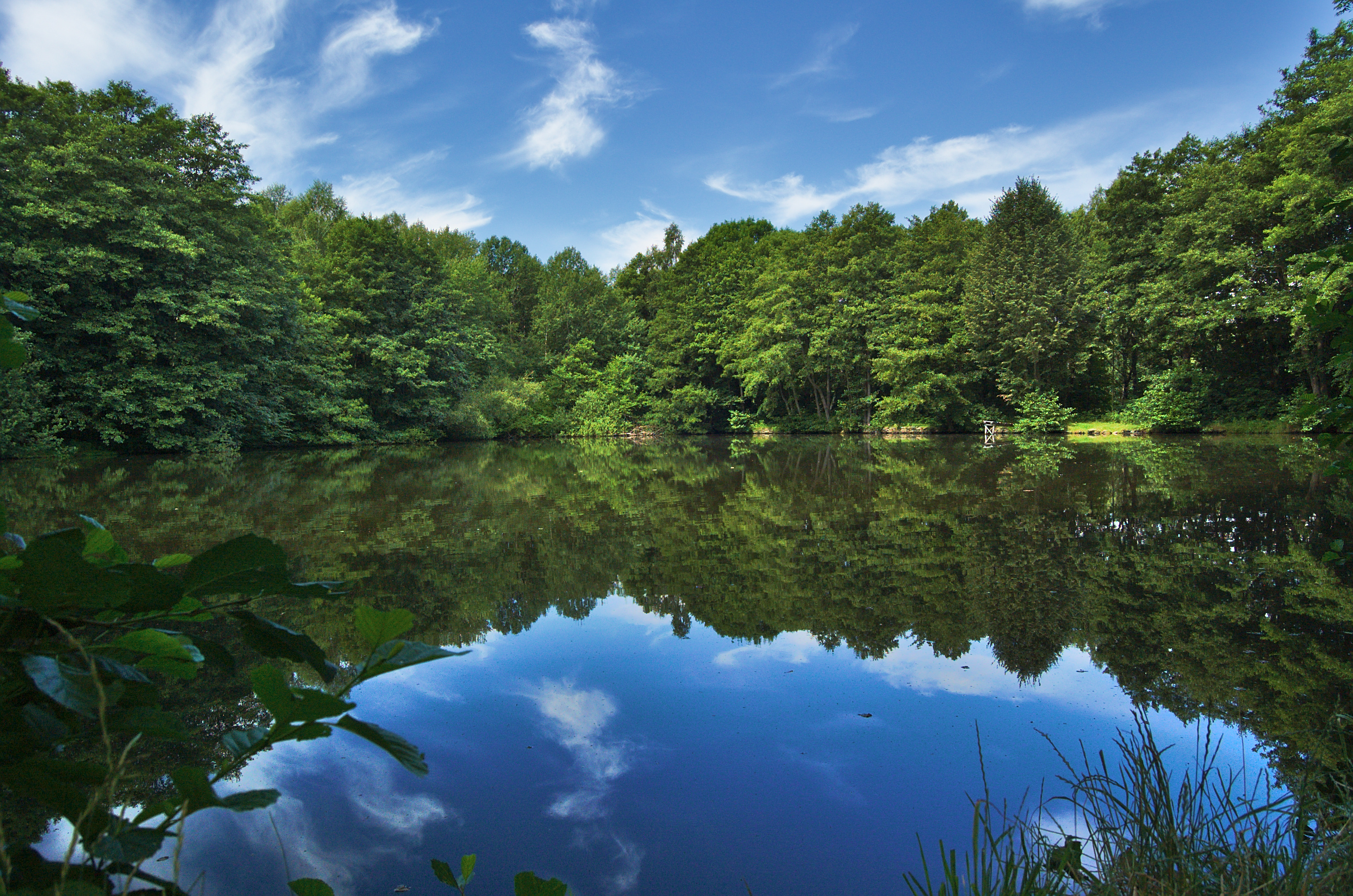
Rybník v přírodní rezervaci Pavlovské mokřady
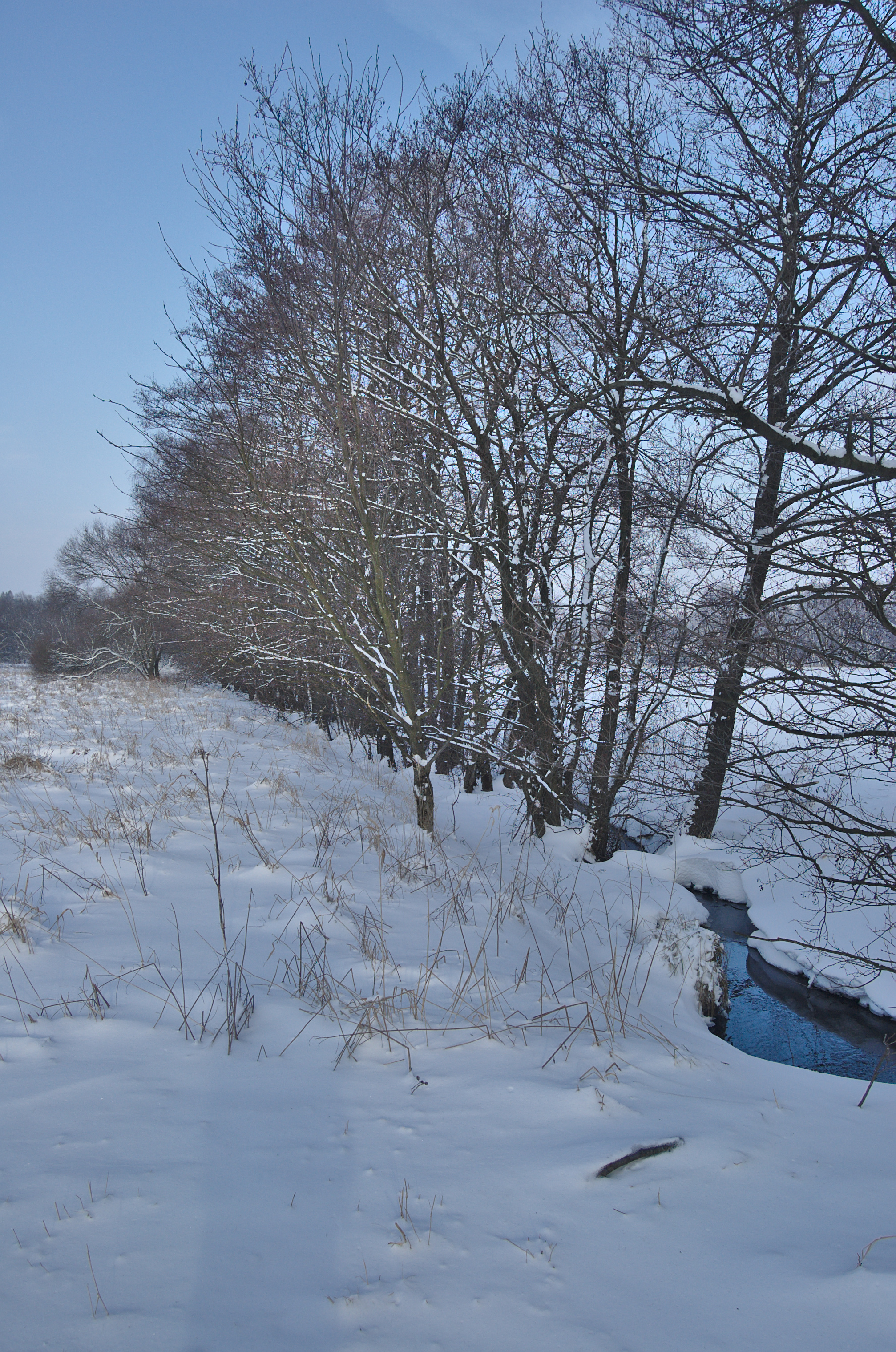
Bělá v přírodní rezervaci Pavlovské mokřady
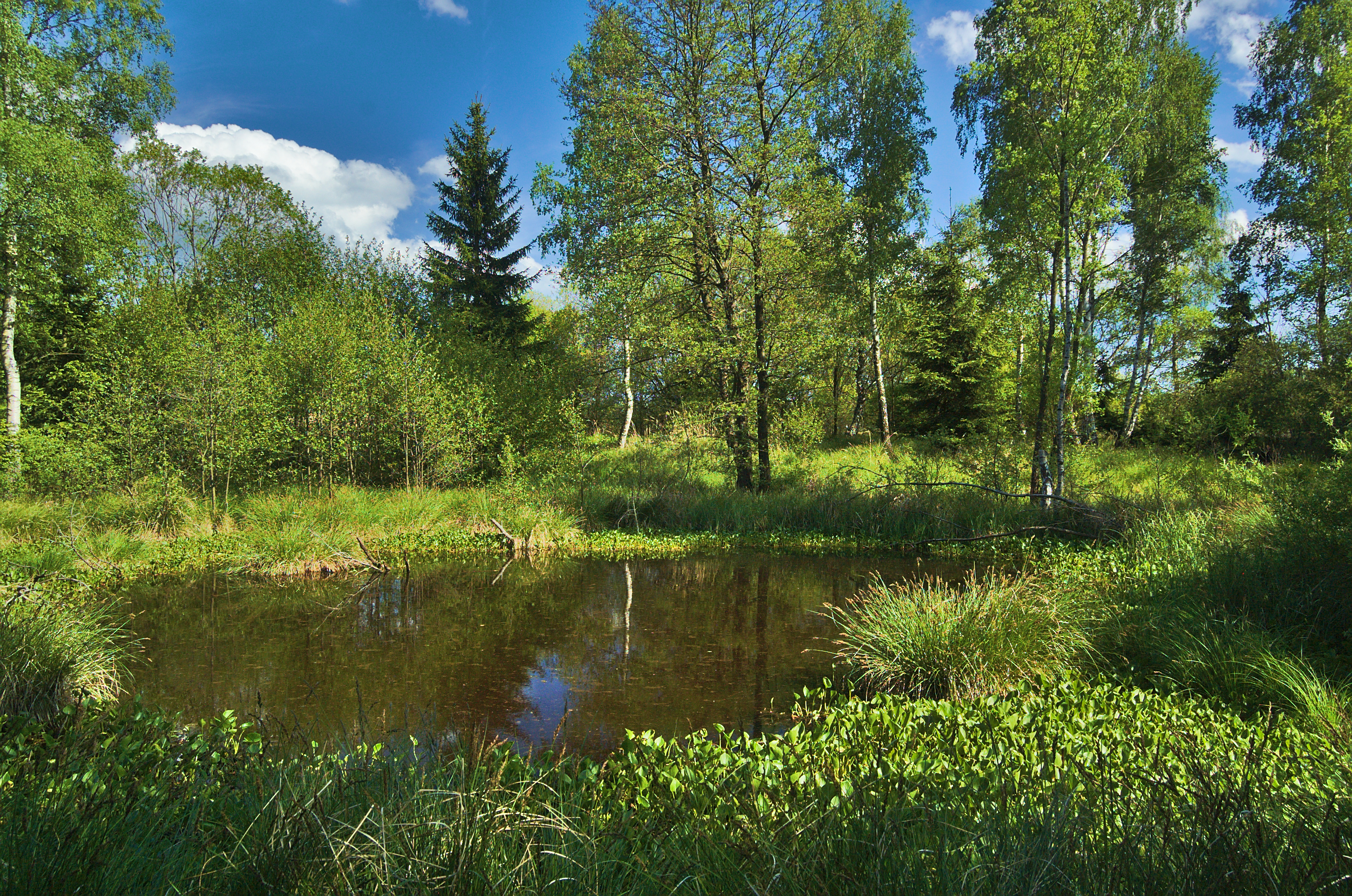
Jedno z umělých jezírek v přírodní rezervaci Pavlovské mokřady
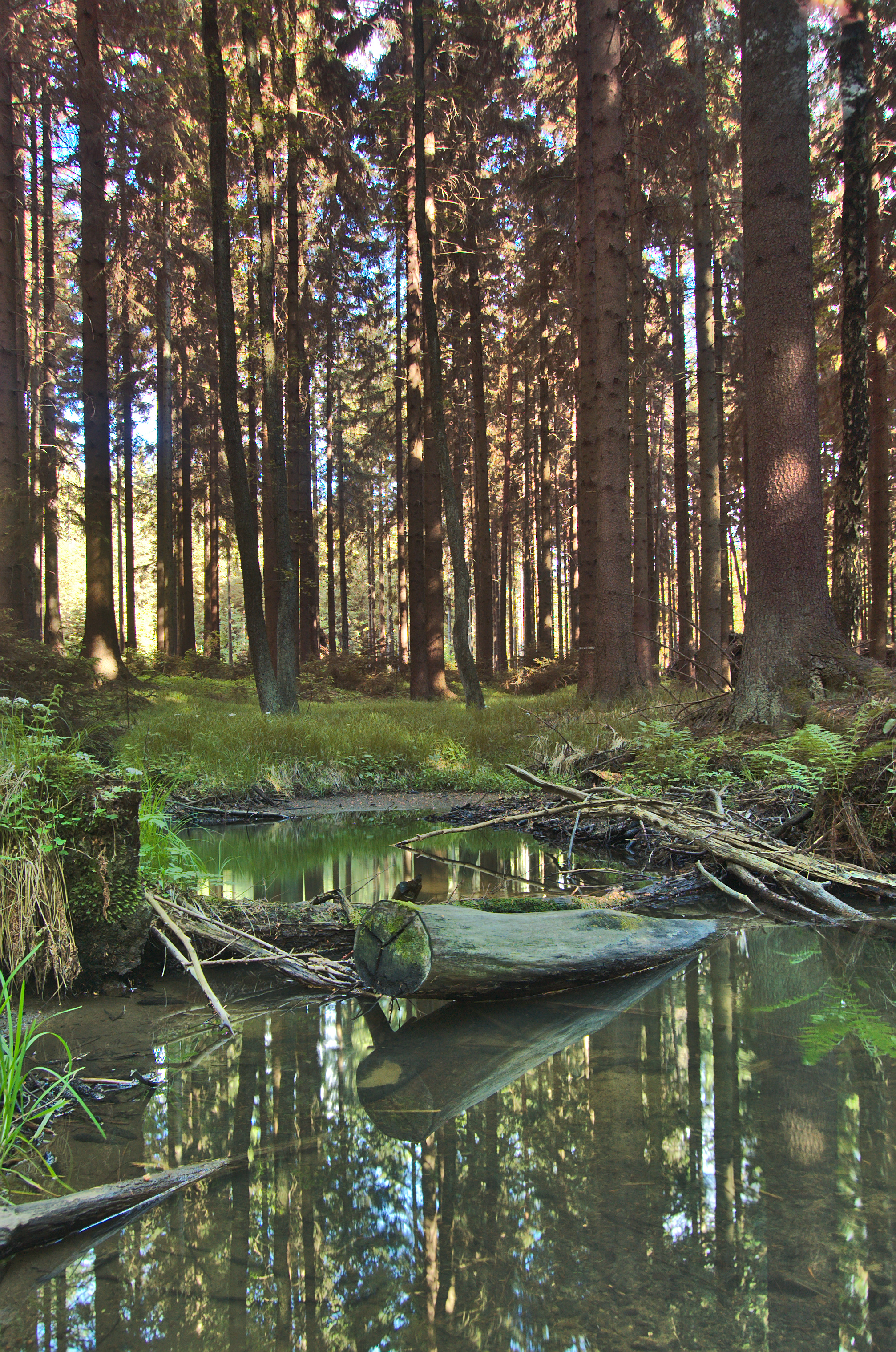
Bělá - horní tok poblíž lokality Červený potok
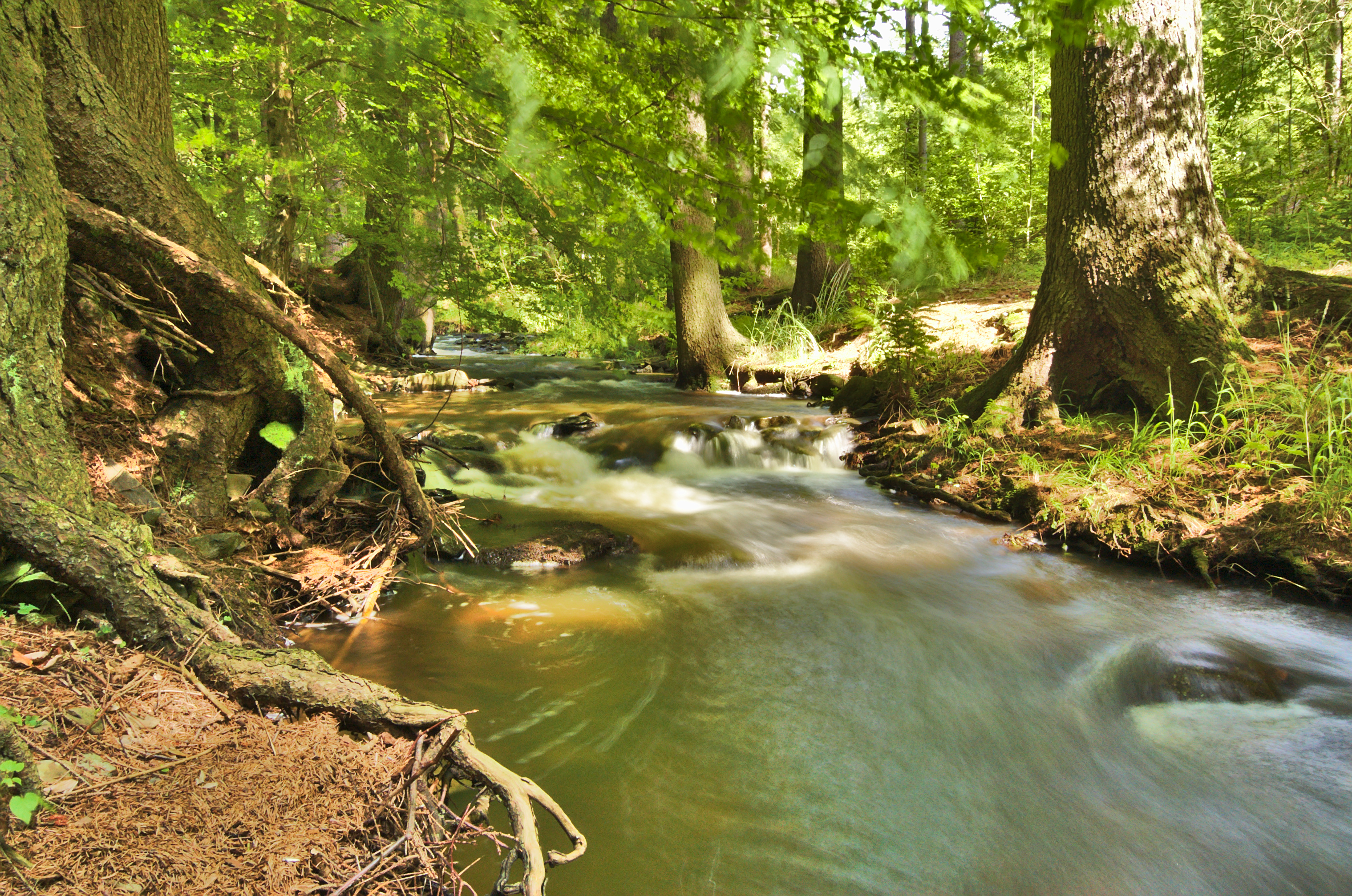
Bělá kousek od přírodní rezervace Pod Švancarkou
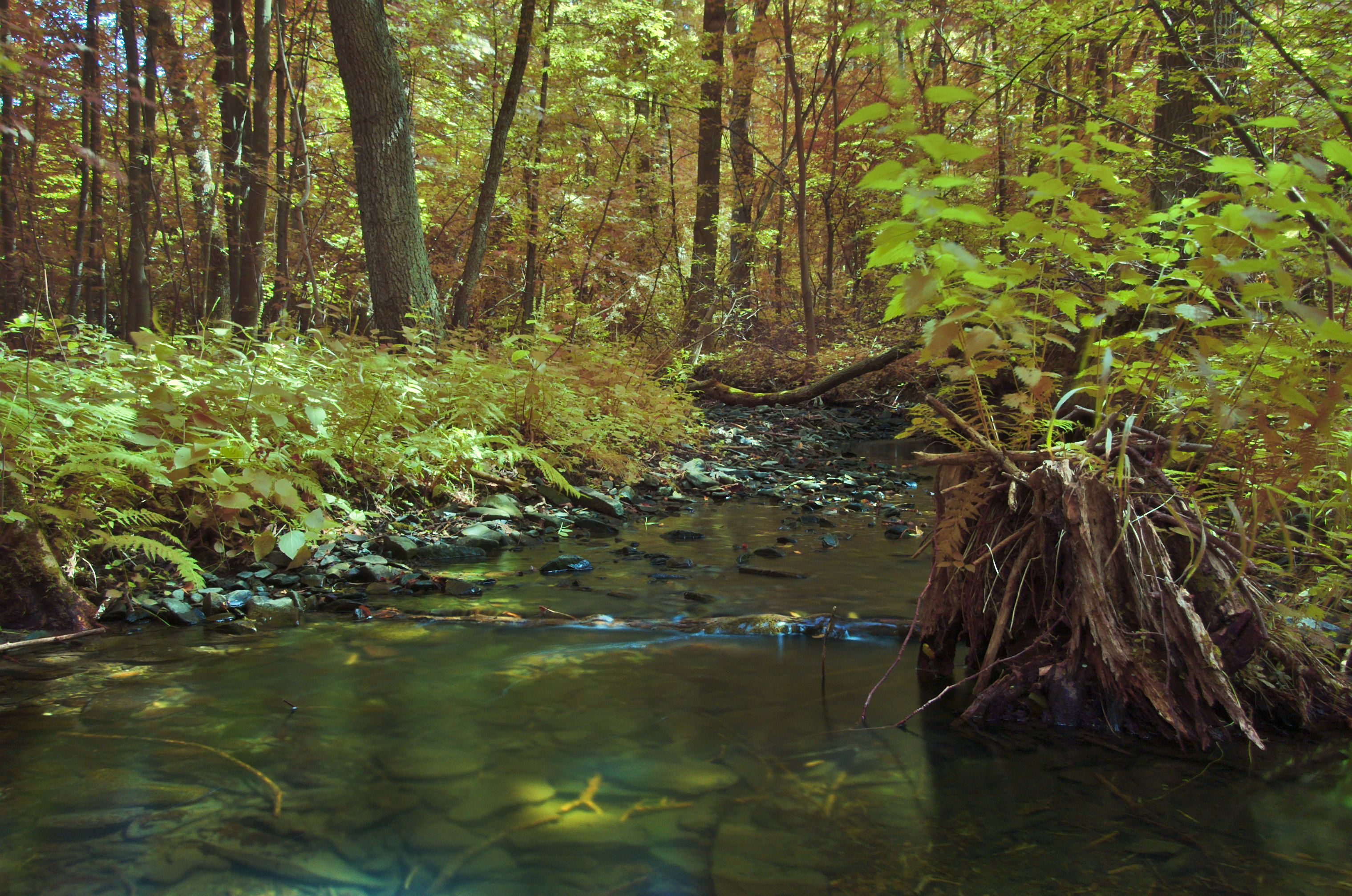
Bělá na rozhraní přírodních památek Horní Bělá a přírodní rezervace Pod Švancarkou
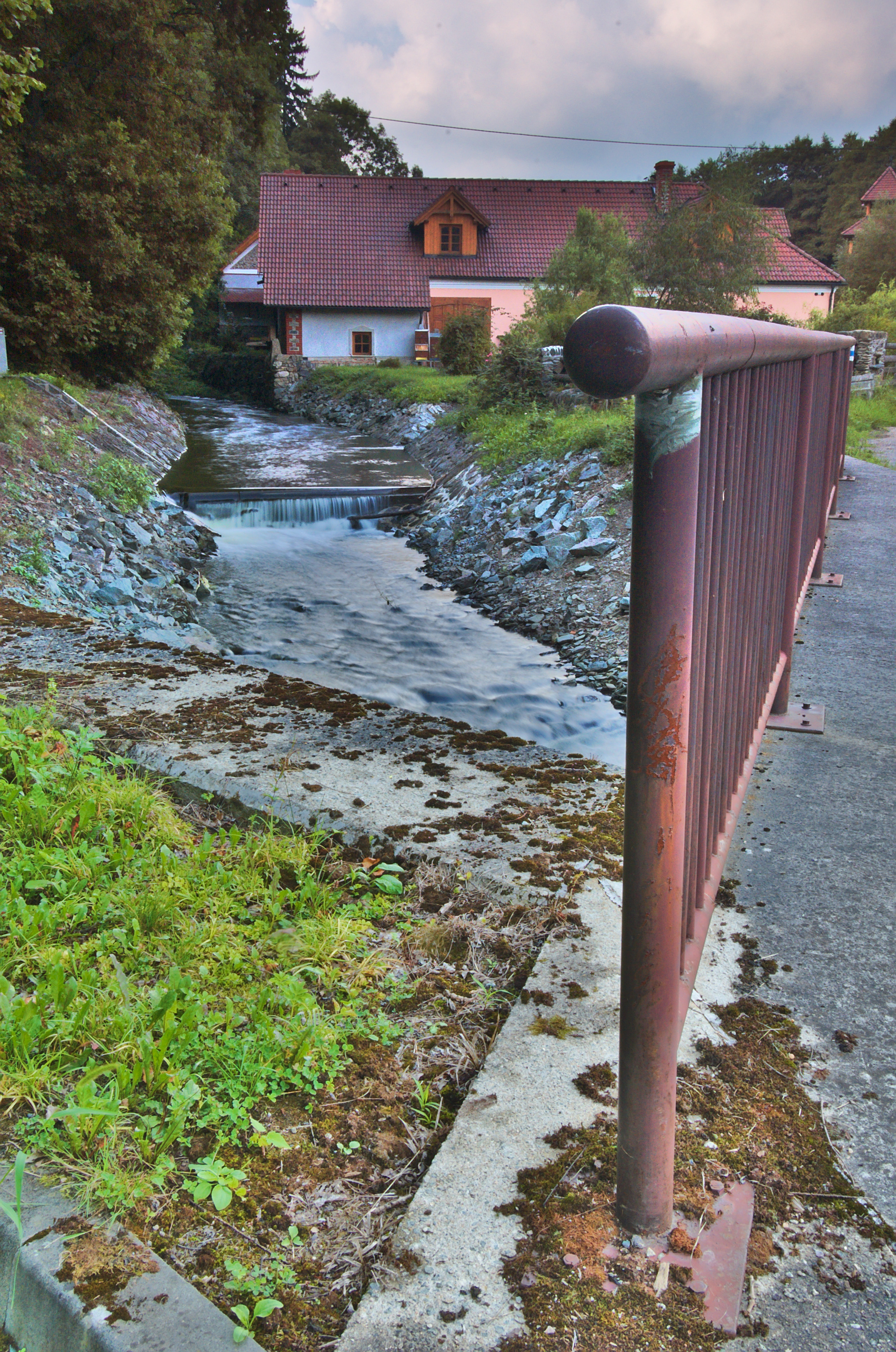
Bělá v Melkově
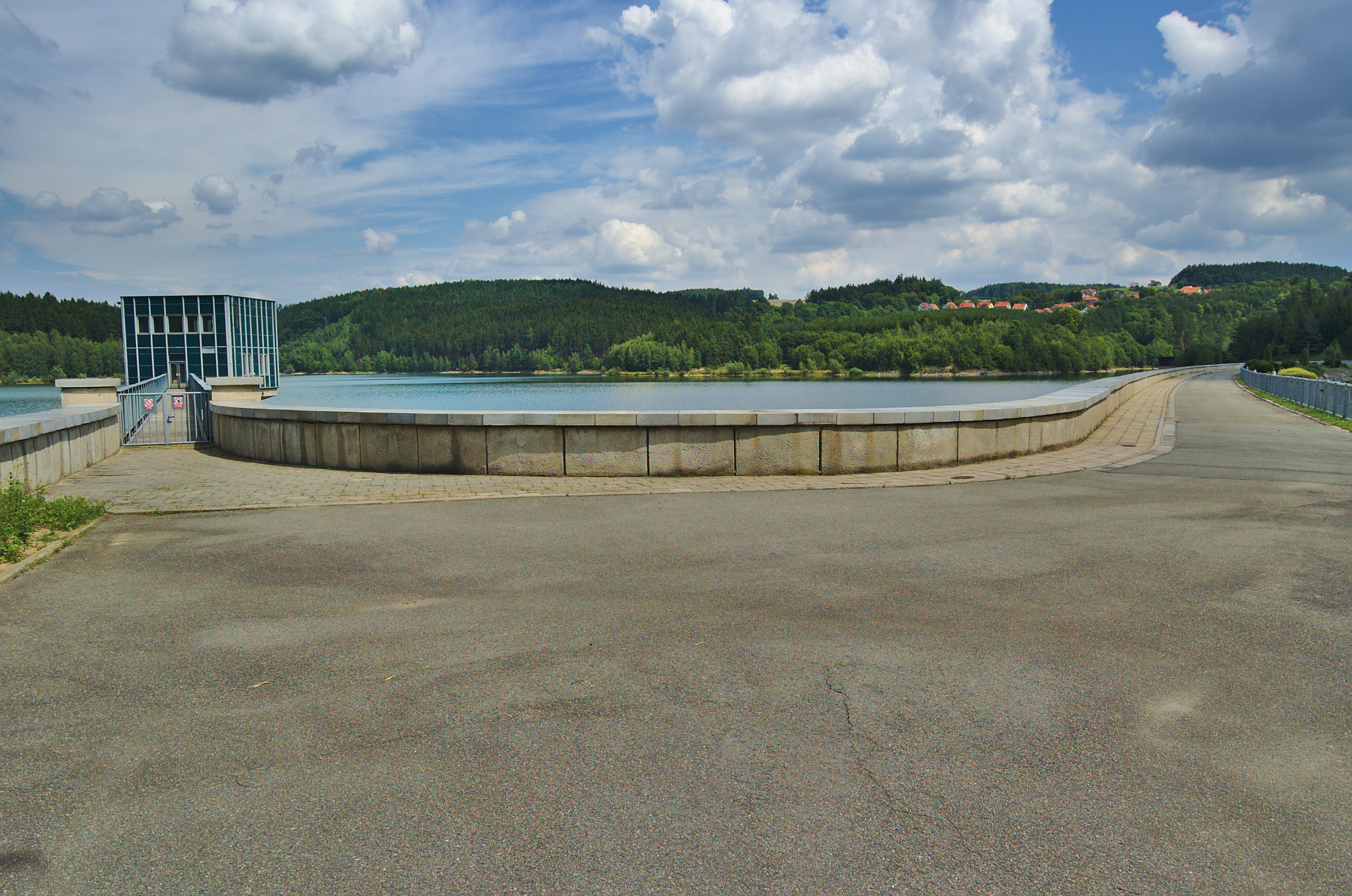
Vodní nádrž Boskovice
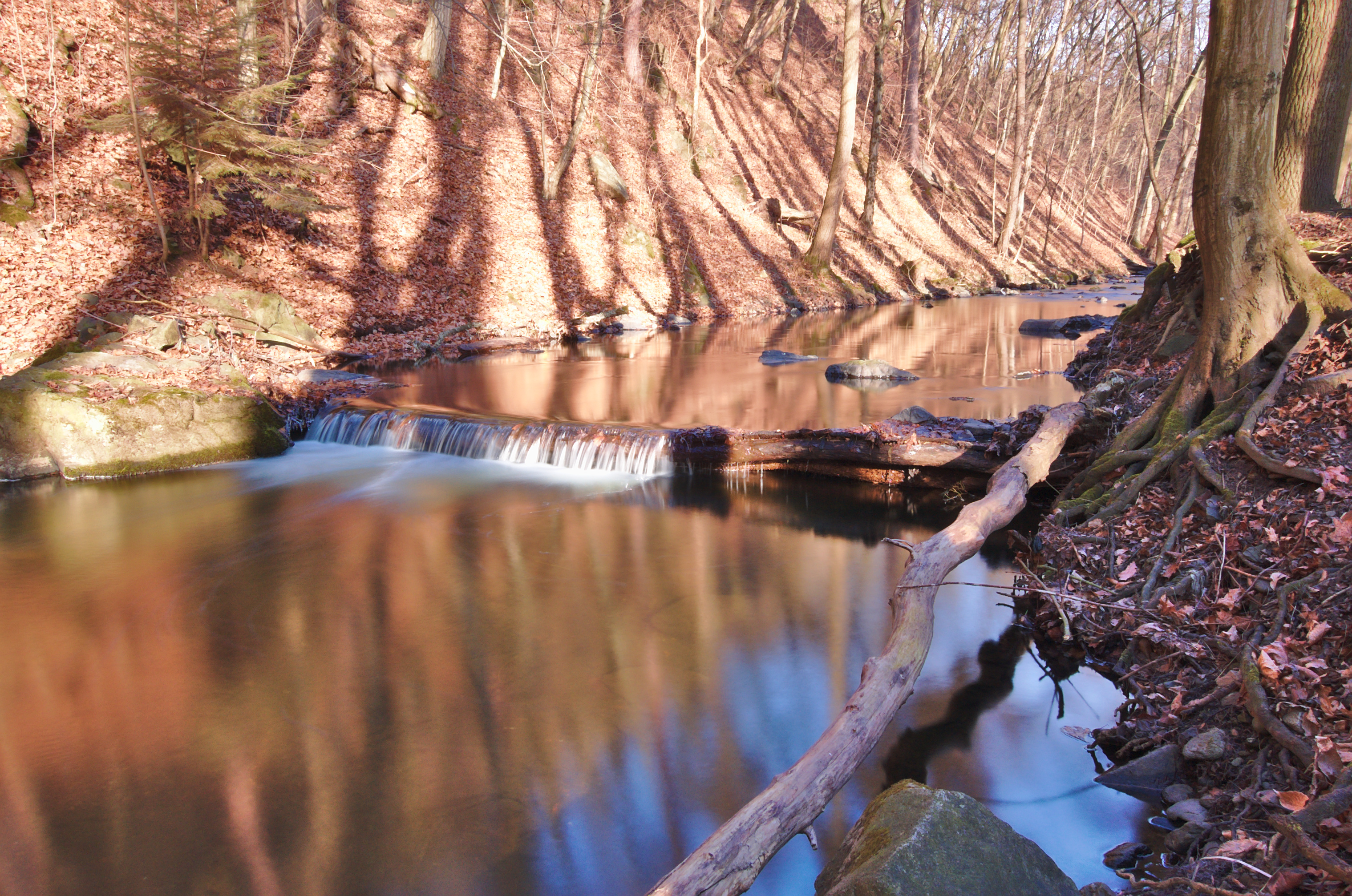
Bělá v Pilském údolí